# Kodkod
Kodkod (latin: Leopardus guigna) er den mindste naturligt hjemmehørende katteart i Amerika. Den findes i det  centrale og sydlige Chile og tilgrænsende dele af Argentina. Her lever den i skove af mindre gnavere og fugle.

## Beskrivelse
Længden af hoved og krop er 40-50 cm, halen er 20-25 cm lang og den vejer 2-3 kg. Pelsen er grå til beigefarvet med små sorte pletter. Den ligner geoffroys kat, men ansigtet er smallere, poterne er brede og halen er mere busket. Bagsiden af ørerne er sort med en iøjnefaldende hvid plet. Helt sorte individer forekommer ret hyppigt, især i bjergegne. På øen Chiloé samt andre øer er den sorte form dominerende.